# Elena Zennaro
Elena Zennaro (Santo Stefano di Cadore, 27 settembre 1942) è un'ex nuotatrice italiana.

## Biografia
Nata a Santo Stefano di Cadore, in provincia di Belluno, nel 1942, a 14 anni ha partecipato ai Giochi olimpici di Melbourne 1956, nei 200 m rana, dove è stata eliminata in batteria con il 13º tempo, 3'05"2 (passavano in finale le prime otto). Nell'occasione è stata la più giovane della spedizione italiana alle Olimpiadi australiane.
Due anni dopo ha preso parte agli Europei di Budapest 1958, nei 200 m rana, uscendo nelle qualificazioni con il 15º tempo, 3'08"9 (andavano in finale le prime otto).
A 17 anni ha partecipato per la seconda volta ai Giochi, quelli di Roma 1960, nei 200 m rana, uscendo in batteria, terminata in 10ª posizione in 2'57"0 (passavano in finale le prime otto), e nella staffetta 4x100 m misti, dove non ha passato le batterie, concluse al sesto posto con il tempo di 5'04"4 (andavano in finale le prime quattro), insieme ad Anna Beneck, Paola Saini e Daniela Serpilli.